# Helstorf
Helstorf ist ein nordöstlicher Ortsteil der Stadt Neustadt am Rübenberge in der Region Hannover in Niedersachsen.

## Geografie
Helstorf liegt dicht am Fluss Leine und ist über die Landesstraße L 383 nach Mandelsloh und die L 191 mit dem Kern der Stadt verbunden.

## Geschichte
Auf eine frühe Besiedlung der Gegend weisen elf Hügelgräber aus der Zeit um 3000 v. Chr. hin. Etwa um 1200 v. Chr. wurde im Bereich des „Krähenberges“ am Sportplatzgelände eines der größten Urnenfelder der Region angelegt. Eine wohl um 100 n. Chr. aufgegebene Besiedlung entdeckten Bauarbeiter bei den Planierungsarbeiten des zweiten Sportplatzes im Jahre 2003. Der Helstorfer Archäologe Klaus Gerken fand etwa 350 Artefakte und kartographierte die in dem Bereich liegenden Hausreste.
Der Ort, der früher Helstorne genannt wurde, wird erstmals in einer Urkunde des Papstes Hadrian IV. aus dem Jahre 1154, die die Abgabenlasten zugunsten des Klosters Corvey aufzählt, erwähnt. Am 9. September 1324 trafen sich die einstmals verfeindeten Landesherren Herzog Otto II. der Strenge von Braunschweig und Lüneburg und Graf Adolf VII. zu Schaumburg in einem Helstorfer Gasthaus. Dieses Geheimtreffen diente offenbar der Vereinbarung eines Bündnisses für den Krieg gegen das Hochstift Minden.
In der zweiten Hälfte des Mittelalters (500–1500 n. Chr.) scheint Helstorf auch handelspolitisch eine gewichtige Rolle gespielt zu haben. Die aus Übersee und dem norddeutschen Raum kommenden Waren nahmen ihren Weg von Bremen über die Weser, Aller und Leine nach Hannover. Die hannoverschen Güter, wie Bier, Leinenstoffe und später auch der „Lindener Kalk“, nahmen den umgekehrten Weg. Die zahlreichen Krümmungen, Versandungen und sonstigen Hindernisse der Leine, wie die Steinbarriere („Wasserfall“) in Neustadt, führten zu einem Transport an einem Warenumschlagsplatz. Diese als „Leinweg“ bezeichnete Handelsstraße, als deren Wahrzeichen die erstmals im Jahre 1202 dokumentierte  „Obermühle“ in Abbensen galt, stieß hinter diesem Ort auf die Leine, wo die transportierten Güter von den Lastkähnen auf Fuhrwerke umgeladen wurden. Auch heimische Produkte, wie  Leinen und gewebte Stoffe, Getreide, Holz, Früchte, Honig und Bienenwachs, nahmen von hier aus ihren Weg nach Hannover. Diesen nicht näher bezeichneten Warenumschlagsplatz vermutet der Hobbyforscher Jürgen Gödecke in Helstorf auf der Straße „Klinkenberg“.
Der „Klinkenberg“ ist der Überlieferung zufolge auch die Abbaustelle für den Lehm, den die Hausbauer zum Verschmieren des Flechtholzes in den Fachwerken ihrer Häuser und Scheunen nutzten („Klinken“ = kleine, gestochene Lehmballen).
Ab dem Jahre 1814 wurden dem zu diesem Zeitpunkt etwa 220 Einwohner zählenden Dorf vom Königlichen Hof zu Hannover spezielle Privilegien zugestanden. Aufgrund des im Bereich des Lohberges vorkommenden besonders feinen, weißen Sandes, von dem Helstorfer Fuhrleute jährlich 8–10 Fuder an das Königshaus liefern mussten, befreite die königliche Kämmerei die Bürger des Ortes weitestgehend von der Steuer. Mit dem Sand wurden das höfische Silber geputzt, die Fußböden – vorrangig die der Küchen – eingesandet und schreibfrische Dokumente abgestreut. Auch mit den zum Schreiben benutzten Federkielen verdienten sich mehrere Bürger einige Groschen hinzu.
Mit der Einweihung der Leine-Brücke am 5. Mai 1894 endete der seit dem Jahre 1310 nachgewiesene Fährbetrieb über den Fluss.
Bei der Volkszählung vom 13. September 1950 ergab sich, dass im Ort 577 Einwohner in 162 Haushalten lebten. Am 1. März 1974 wurde Helstorf in die Stadt Neustadt am Rübenberge eingegliedert.

## Politik

### Ortsrat
Der gemeinsame Ortsrat von Esperke/Warmeloh, Helstorf, Luttmersen und Vesbeck setzt sich aus drei Ratsfrauen und acht Ratsherren zusammen. Im Ortsrat befinden sich zusätzlich 19 beratende Mitglieder.
Sitzverteilung:
- CDU: 6 Sitze
- SPD: 4 Sitze
- Freie Demokratische Partei: 1 Sitz

(Stand: Kommunalwahl 12. September 2021)

### Ortsbürgermeister
Die Ortsbürgermeisterin ist Silvia Luft (CDU). Ihr Stellvertreter ist Hans-Peter Matthies (SPD).

### Wappen
Der Entwurf des Kommunalwappens von Helstorf stammt von dem Neustädter Künstler und Gewerbelehrer Fritz R. Sackewitz. Die Genehmigung des Wappens wurde durch den Regierungspräsidenten in Hannover am 2. Dezember 1961 erteilt.
| Wappen von Helstorf | Blasonierung: „Durch Wellenlinie geteilt; in dem silbernen, oberen Feld ein goldverzierter, blauer Richterhut über zwei gekreuzten, blauen Handschuhen. Unten in Blau eine Kastenfähre.“ |
| Wappen von Helstorf | Wappenbegründung: Der Hut und die Handschuhe sind als Insignien des Patrimonialgerichtsherrn Johann Hemme (gestorben: 1703), dessen Standmal nordwestlich der Kirche steht, ins Wappen aufgenommen worden. Die Kastenfähre versinnbildlicht den ehemaligen Fährbetrieb über die Leine. Das Fährhaus steht heute noch. |

## Kultur und Sehenswürdigkeiten

### Bauwerke
- Im Hufschmiede-Museum Frehrking werden unter anderem eine Schusterwerkstatt, eine Bauernküche, die alte Helstorfer Kirchturmuhr und landwirtschaftliches Gerät gezeigt.[10]
- Die Helstorfer Kirche ist 1750/51 erbaut worden, den vom hannoverschen Hofbildhauer Johann Friedrich Ziesenis entworfenen, bis heute unverändertem Altar fügte man 1756 hinzu. Die Vorgängerkirche mit unbekanntem Alter (gemäß Alter des mit Tierkopfbossen und Rundbogenfriesen verzierten romanischen Taufbeckens wahrscheinlich um 1050 n. Chr.) wurde 1750 abgerissen. Von ihr ist jedoch der hölzerne Turm erhalten, der um das Jahr 1660 errichtet wurde. Die Petrusglocke darin stammt aus dem Jahr 1489. In der Kirche ist ein barocker Taufengel erhalten. Die Orgel baute Carl Heyder aus Heiligenstadt im Jahr 1864; sie ist bis heute nahezu unverändert.
- Der Helstorfer Kirchhof bildet eine denkmalgeschützte Gesamtanlage.[11]

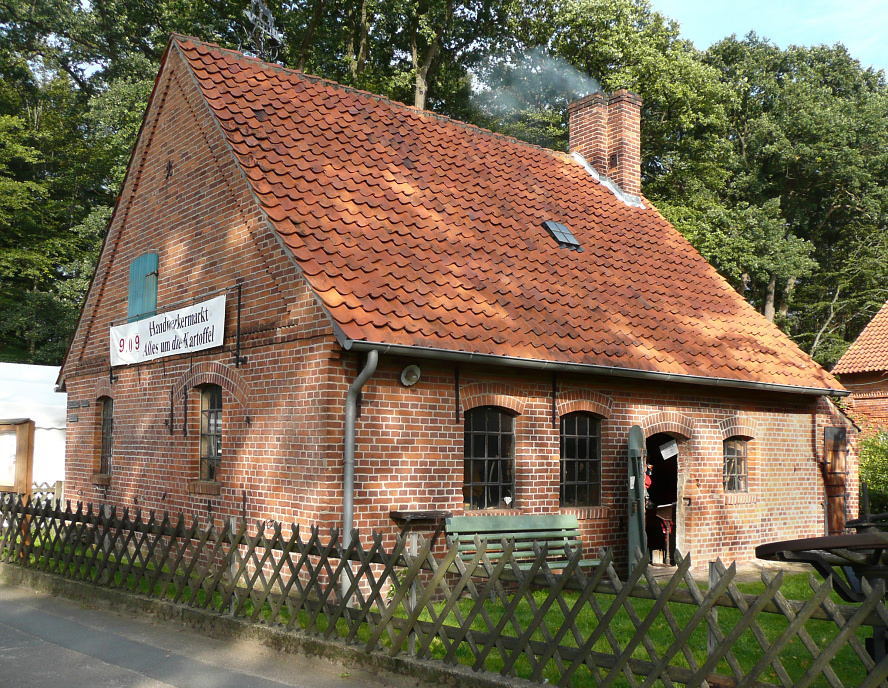
Hufschmiede-Museum Frehrking
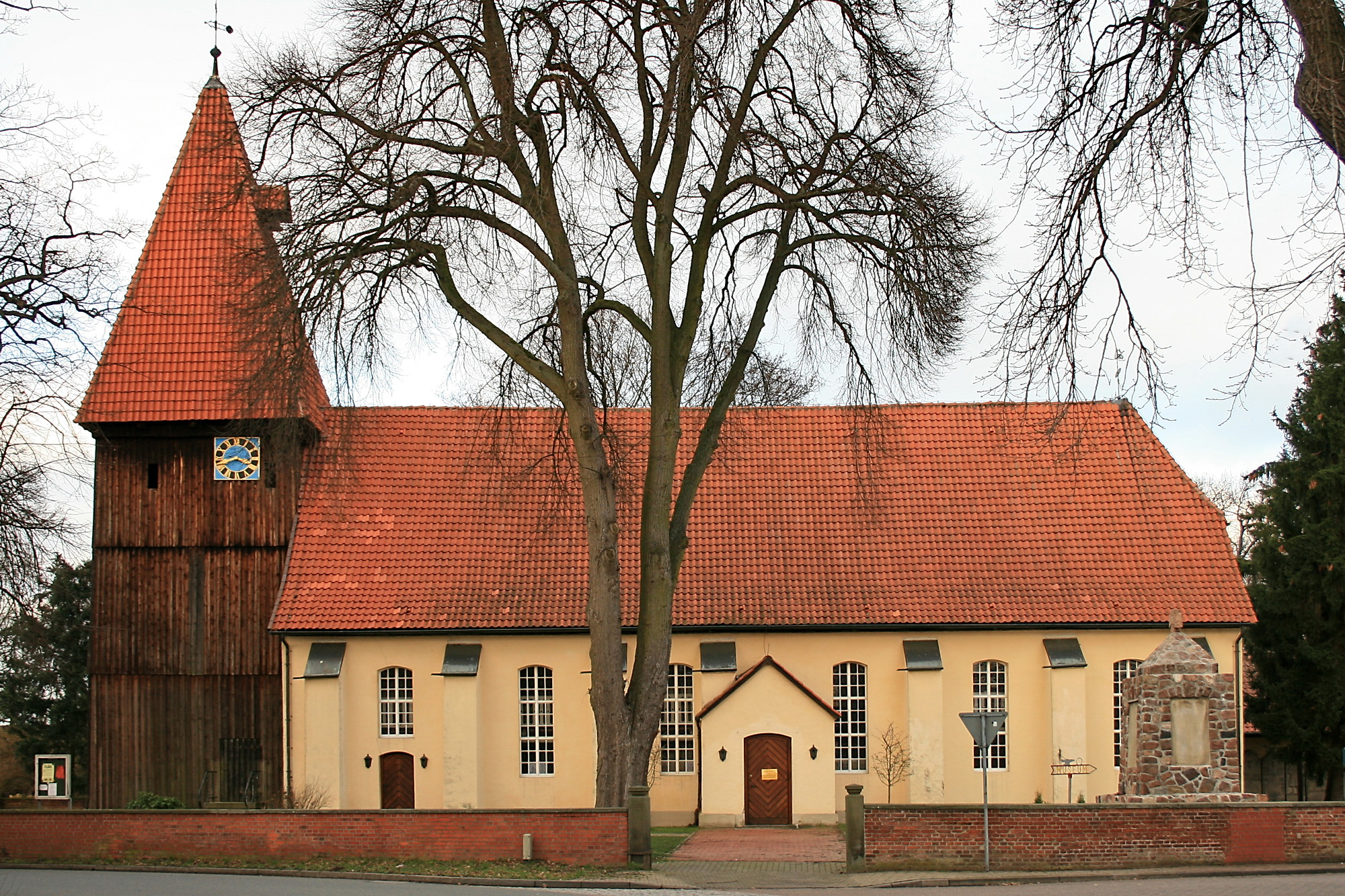
Helstorfer Kirche

## Wirtschaft und Infrastruktur
Der Ort liegt an der Landstraße 193. Im Ort gibt es Einkaufsmöglichkeiten, ärztliche Versorgung sowie eine Grundschule und eine Kindertagesstätte.